# Чаплыгин, Сергей Викторович
Серге́й Ви́кторович Чаплы́гин (укр. Сергій Вікторович Чаплигін; род. 13 марта 1976, Одесса) — украинский футболист, выступавший на позиции защитника

## Биография
Воспитанник футбольной школы одесского «Черноморца». В 1992 году начал выступать за вторую команду «моряков» во второй лиге чемпионата Украины, где играл на протяжении 4 сезонов. В основном составе одесситов появился на поле лишь единожды, в 1994 году в матче Кубка Украины против шахтёрской «Медиты». В 1995 году перешёл в кременчугский «Нефтехимик», выступавший в первой лиге. Летом 1995 года стал игроком донецкого «Шахтёра». Единственную игру в высшей лиге в составе «горняков» провёл 17 июня 1996 года, на 83-й минуте выездного матча против тернопольской «Нивы» заменив Георгия Чихрадзе. Также отыграл за «Шахтёр» один матч в Кубке Украины, однако большую часть времени выступал за «Шахтёр-2» во второй лиге. Также провёл полгода в «Шахтере» из Макеевки в первой лиге. В 1998 году стал игроком футбольного клуба «Черкассы», которому помог в 2000 году завоевать бронзовые награды первого дивизиона. Затем, в течение 2000 года выступал в кременчугском «Кремне» и кировоградской «Звезде», после чего вернулся в Черкассы. В 2002 году перешёл в харьковский «Арсенал», в составе которого и провёл последнюю игру на профессиональном уровне в том же году
В 2000 году окончил Одесский педагогический университет им. Ушинского

## Достижения
- Бронзовый призёр первой лиги чемпионата Украины: 1999/00